# Девід Сільверія
Девід Ренделл Сільвер (21 вересня 1972, Сан-Леандро, Каліфорнія) — ударник ню-метал-групи Korn з 1993 по 2006. У 2006 році Девід Сільвер покинув групу з невідомих причин.

## Біографія
Девід ріс у Бейкерсфілді і почав грати на ударних, коли йому було дев'ять років. У 13 років він дізнався, що місцева група LAPD (що складалася з Брайна Велча, Джеймса Шаффера і Реджінальда Арвізу) шукає барабанщика. Після прослуховування Девід був прийнятий в групу, але було потрібно дозвіл його матері. Коли Джонатан Девіс приєднався до групи, вони змінили назву групи на KoЯn і Велч, Шаффер і Арвізу взяли собі псевдоніми, але жоден з придуманих псевдонімів для Джонатана і Девіда не прижився, і залишилися члени групи їх так і називали: по іменах.
Девід розлучився зі своєю дружиною Шеннон в 2002. У нього дві дитини — Девід молодший і Софія Аврора.
Девід переніс хірургічну операцію, в результаті якої у нього було видалено одне ребро, яке зумовило проблеми з лівою рукою. Його зап'ястя вийшло з ладу в Фарго під час пісні «It's Gonna Go Away». Залишок турне Девід був змушений провести в стороні від ударної установки. Його підмінив Майк Бордін (Faith No More). Сільвер повернувся в стрій під час запису Untouchables (Його власне пояснення події: «Я вдарив біса сильно»).
Наприкінці 2006 року, коли Korn почали експериментувати з акустичними виступами, Девід Сільвер взяв відпустку, щоб заслужено відпочити і зосередитися на його мережі біфштексних ресторанів Tuna Town і Silveria's Steakhouse & Lounge. Брукс Вакерман і Террі Бозза взяли на себе виконання обов'язків барабанщика групи на 8-му студійному альбомі Korn, а Джої Джордісон з Slipknot під час весняного турне по Європі та літнього Family Values Tour у 2007.

## Обладнання
Нижче перераховані барабани і спорядження, що використовується Девідом в період його перебування в Korn :

### Набір для турне
- Tama Starclassic Maple Custom Drums & Paiste Signature Cymbals: Tama Drums — Black

- - 20x18 " Bass Drum
  - 14x6.5 " Signature Snare Drum
  - 10x5.5 " Rack Tom
  - 12x6.5 " Rack Tom
  - 15x15 " Floor Tom
  - 16x16 " Floor Tom
  - 20x16 " Gong Bass Drum
  - 8 " Signature Splash
  - 10 " Signature Splash
  - 15 " Signature Heavy Hi — Hat (custom)
  - 18 " Signature Power Crash
  - 20 " Signature Power Crash
  - 20 " Signature Power Ride
  - 18 " Signature Heavy China
  - 13 " Signature Exotic / Percussion Mega Cup Chime

## Додаткові факти
- Народився в один день з вокалістом групи Oasis Ліамом Галлахером.
- Також грав у Infectious Grooves і Suicidal Tendencies
- Після розпаду LAPD Девід деякий час працював у Pizza Hut.
- До створення Korn, Сільвер не надавав великого значення своєму захопленню ударними
- Одного разу зізнався, що його улюблена пісня Korn — Blind
- Завдяки Девіду група Orgy підписала контракт з звукозаписним лейблом Elementree Records, що належить Korn.
- Сільвер представляє такі лінії одягу як 26 Red, Grind і Calvin Klein.
- Вперше дебютував як актор в телевізійному шоу Martial Law.
- Девід завжди був єдиним членом KoRn з короткою стрижкою, тоді як інші носили коси або дреди.
- Сільвер — наймолодший член групи
- Улюблене місце виступу Девіда — Детройт.
- У нього п'ять ударних установок.
- У Девіда є молодший брат Енді і три старші сестри — Дарла, Трейсі і Келлі.
- Батько Девіда був пожежним 27 років.
- Є другим учасником оригінального складу групи, покинув її (після відходу Брайана «Хеда» Уелча в 2005р — який повернувся в групу в 2013р).
- Зріст Девіда — 180 см.